# Chan Tengri

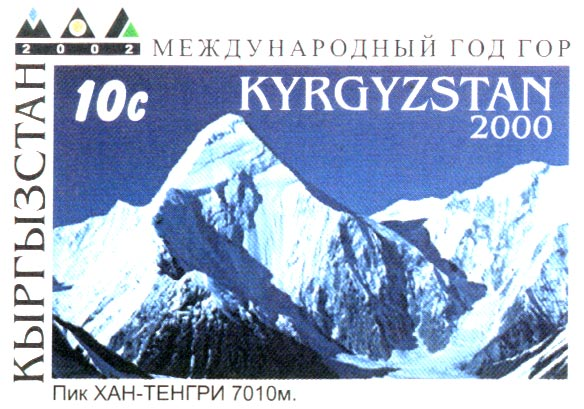
Chan Tengri na znaczku pocztowym Kirgistanu

Chan Tengri (z mong.: „władca niebios”; chiń. upr. 汗腾格里峰; pinyin Hánténggélǐ Fēng; kaz.: Хан Тәңірі шыңы, Chan Tängyry szyngy; kirg.: Кантоо, Kantoo; Кантеңир, Kantengir; ros.: пик Хан-Тенгри, pik Chan-Tiengri; ujg.: خانتەڭرى چوققىسى, Hantəngri qoⱪⱪisi) – góra znajdująca się w centralnej części pasma górskiego Tienszan, o wysokości 7010 m n.p.m. (bez pokrywy śnieżnej i lodowej – 6995 m n.p.m.). Jest to drugi co do wysokości szczyt Tienszanu (wyższy jest tylko położony od niego na południe Szczyt Zwycięstwa – 7439 m n.p.m.). Jest najbardziej wysuniętą na północ górą o wysokości ponad 7000 m n.p.m.

## Położenie
Położony jest na granicy Kirgistanu (trzeci co do wysokości szczyt w tym kraju), Kazachstanu (najwyższy szczyt w tym kraju) oraz Chin (od 2009 roku po wprowadzeniu zmian przebiegu granicy kirgisko-chińskiej), na wschód od jeziora Issyk-kul. Leży w pasmie, odgałęziającym się w kierunku zachodnim od tzw. Grzbietu Południkowego i rozdzielającym dwa ramiona ogromnego lodowca Inylczek: południowe (Lodowiec Południowy Inylczek) i północne (Lodowiec Północny Inylczek).

## Geologia
Podstawa masywu zbudowana jest z wapieni, natomiast górne partie z różowawego marmuru, dzięki czemu w czasie zachodu słońca szczyt przybiera barwę purpurową.

## Dzieje poznania i zdobycia
Pierwsze informacje naukowe o Chan Tengri pochodzą z połowy XIX wieku, kiedy szczyt ten został dostrzeżony i opisany przez rosyjskiego geografa i eksploratora, Piotra Siemionowa-Tian-Szanskiego podczas jego wyprawy w Tienszan w latach 1856–1857. Najprawdopodobniej Siemionow-Tian-Szanski był pierwszym Europejczykiem, który ujrzał Chan Tengri. W lipcu 1857 r., po przekroczeniu wysokiego grzbietu Terskej Ałatoo, z wysokości ok. 3400 m n.p.m. relacjonował on:
Nieoczekiwany widok wprost nas oślepił. Na południe od nas wnosił się łańcuch górski tak imponujący, jakiego dotychczas nie widziałem. Cały, od góry do dołu, składał się ze śnieżnych olbrzymów, których na prawo i na lewo ode mnie mogłem naliczyć co najmniej trzydzieści... W samym środku tych olbrzymów wznosiła się jedna, wyraźnie wydzielająca się spośród innych, śnieżnobiała piramida, która sprawiała wrażenie dwa razy wyższej od innych gigantów... Niebo było bezchmurne, tylko na Chan-Tengri można było dostrzec niewielką chmurkę, przejrzystym welonem otaczająca górę poniżej szczytu.
Podstawową trudność dla kolejnych eksploratorów stanowiła znaczna odległość góry od zamieszkanych osiedli ludzkich oraz długie i zawiłe dojście do jej podstawy. W 1900 r. wyprawa kierowana przez włoskiego księcia Scipiona Borghese w towarzystwie szwajcarskiego przewodnika górskiego Matthiasa Zurbriggena dotarła jedynie do czoła lodowca Inylczek. W 1902 r. w kierunku Chan Tengri wyruszył bawarski eksplorator i alpinista Gottfried Merzbacher, jednak jego ekspedycja w tym roku zakończyła się jedynie penetracją położonych na północ od Grzbietu Sardżas lodowców Muszkietowa i Siemionowa. W następnym roku grupa Merzbachera trafiła w końcu do właściwej doliny. Alpiniści dotarli do rozwidlenia lodowca Inylczek, gdzie rozdziela się on na Inylczek Północny i Południowy. Na tym pierwszym zaobserwowali lodowcowe jezioro, które później nazwano Jeziorem Merzbachera. Lodowcem południowym dotarli w pobliże podstawy Chan Tengri, lecz w obliczu wyczerpywania się zapasów żywności zmuszeni byli do odwrotu.

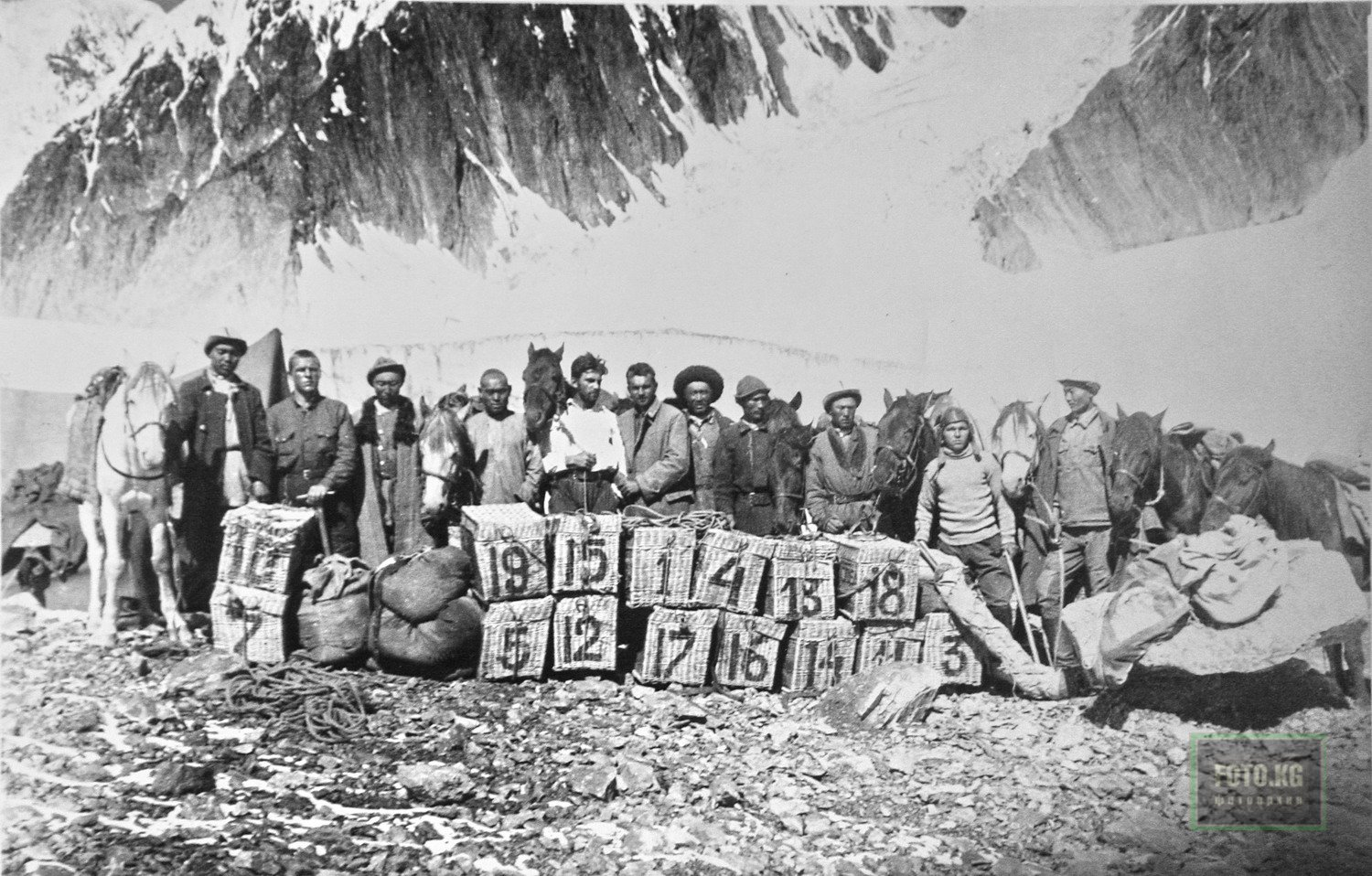
Ekspedycja M. Pogriebieckiego z 1931 r.

Dłuższy zastój w eksploracji gór związany był z perturbacjami okresu I wojny światowej, rewolucji bolszewickiej, a następnie wojny domowej w Rosji. Mniej więcej do połowy lat 20. XX w. dostęp do grup górskich Środkowej Azji uniemożliwiały kolejne powstania ludności muzułmańskiej przeciwko władzy radzieckiej. Zbrojne grupy tzw. basmaczy grasowały na tych terenach aż do późnych lat 20.
Ostatecznie szczyt Chan Tengri zdobyła dopiero trzecia z kolei ekspedycja ukraińska, kierowana przez Michaiła T. Pogriebieckiego. 11 września 1931 r. na szczycie stanęli M. Pogriebiecki, B. Tiurin i Franz-Josef Sauberer. Wśród kobiet, pięciokrotnie na szczyt weszła Elwira Nasonowa.

## Wysokość
W 1857 r. Siemionow-Tian-Szanski uznał Chan Tengri za najwyższy szczyt Tienszanu. Oszacował on wówczas wysokość góry na 24 tysiące stóp, tj. (w zależności od tego, jaką stopę przyjmował, którąś z niemieckich czy angielską) od ok. 6860 do ok. 7300 m n.p.m. Podróżnik nie mógł wówczas widzieć całego ogromnego pasma Kakszaał too, w którym kilkanaście kilometrów za Chan Tengri wznosi się ogromny śnieżno-lodowy masyw z wyraźnie wyższym szczytem, nazwanym później Pik Pobiedy (dziś Szczyt Zwycięstwa, 7439 m n.p.m.).
Jeśli pominąć szacunkowe wyliczenia Siemionowa-Tian-Szanskiego z 1857 r. pierwszego, dość przybliżonego pomiaru wysokości szczytu dokonała w 1886 r. wyprawa Rosyjskiej Akademii Nauk pod kierownictwem I.W. Ignatiewa, uzyskując wysokość 7320 m n.p.m. W jej trakcie również wykonano pierwszą fotografię góry. W 1902 r. topograf Sapożnikow uzyskał z pomiarów wynik 6950 m n.p.m., a rok później Gottfried Merzbacher z lodowca Południowy Inylczek ocenił wysokość góry na 7200 m n.p.m. Ekspedycja topograficzna, która kartowała te tereny w 1912 r. ustaliła dla góry wysokość 6992 m n.p.m. Później przyjęto wielkość 6995 m n.p.m.
Przez dłuższy czas Chan Tengri był uważany za najwyższy szczyt Tienszanu. W 1938 r. osiągnięto wprawdzie wierzchołek potężnej góry, usytuowanej na południe od Chan Tengri (wówczas Pik Pobiedy), jednak dopiero kilka lat później (w 1943 r.) udało się stwierdzić, że wznosi się ona na wysokość aż 7439 m n.p.m. i to ona dzierży prymat najwyższego szczytu tych gór.

## Szczyt jako cel alpinizmu sportowego
Zdobycie szczytu jest wymagane dla uzyskania rosyjskiego wyróżnienia alpinistycznego: Śnieżnej Pantery.
W 2000 roku Adam Bielecki (wtedy jako 17-latek), samotnie zdobył szczyt i tym samym stał się najmłodszym zdobywcą Chan Tengri. Otrzymał dzięki temu nominację do nagrody „Kolosa”.